# Pinazepam

Strukturformel för pinazepam.

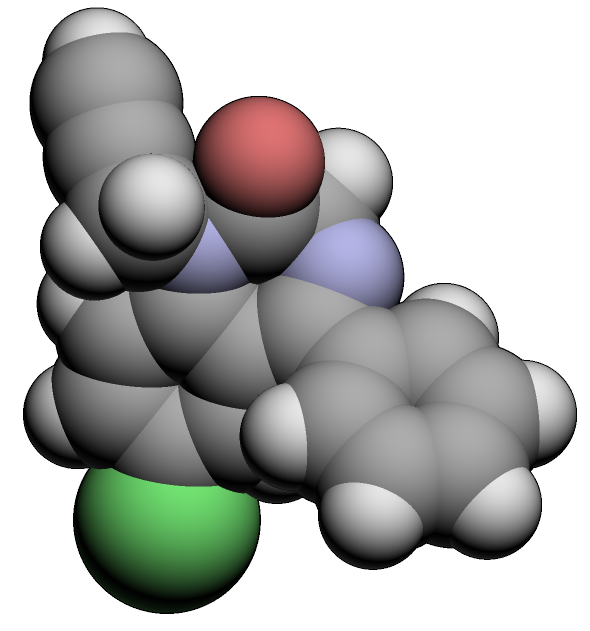
Kalottmodell av pinazepam.

Pinazepam, summaformel C18H13ClN2O, är ett ångestdämpande och lugnande preparat som tillhör gruppen bensodiazepiner. Preparatet säljs under varunamnen Domar och Duna.
Substansen är narkotikaklassad och ingår i förteckning P IV i 1971 års psykotropkonvention, samt i förteckning IV i Sverige.